# Heikki Sorsa
Heikki Matias Sorsa (* 10. Februar 1982 in Helsinki) ist ein ehemaliger finnischer Snowboarder. Er startete vorwiegend in der Disziplin Halfpipe.

## Werdegang
Sorsa startete zu Beginn der Saison 2000/01 in Tignes erstmals im Snowboard-Weltcup der FIS und errang dabei den 48. Platz. Im weiteren Saisonverlauf holte er in Sapporo und in Park City seine ersten Weltcupsiege und wurde damit Vierter im Halfpipe-Weltcup. Beim Saisonhöhepunkt, den Snowboard-Weltmeisterschaften 2001 in Madonna di Campiglio, kam er auf den 15. Platz. Zudem gewann er bei den Juniorenweltmeisterschaften 2001 in Nassfeld die Goldmedaille. Nach Platz drei im Big Air beim freestyle.ch in Zürich zu Beginn der Saison 2001/02, errang er beim Weltcup in Arosa den zweiten Platz und absolvierte in Alpe d’Huez seinen letzten Weltcup, welchen er gewann. Bei seiner einzigen Olympiateilnahme im Februar 2002 in Salt Lake City wurde er Siebter. Die Saison beendete er erneut auf dem vierten Platz im Halfpipe-Weltcup. In den folgenden Jahren belegte er bei den Winter-X-Games 2006 in Aspen den 17. Platz, bei den Winter-X-Games 2008 den fünften Rang und bei den Winter-X-Games 2009 den 12. Platz. Zudem siegte er beim X-Trail Jam 2002 in der Quarterpipe sowie 2004 im Big Air und wurde im Jahr 2007 Vierter bei den Burton US Open sowie Fünfter beim Air & Style in München. Letztmals international startete er im September 2010 beim freestyle.ch in Zürich, wo er den 14. Platz im Big Air errang.

## Teilnahmen an Weltmeisterschaften und Olympischen Winterspielen

### Olympische Winterspiele
- 2002 Salt Lake City: 7. Platz Halfpipe

### Snowboard-Weltmeisterschaften
- 2001 Madonna di Campiglio: 15. Platz Halfpipe

## Weltcupsiege und Weltcup-Gesamtplatzierungen

### Weltcupsiege
| Nr. | Datum            | Ort         | Disziplin |
| --- | ---------------- | ----------- | --------- |
| 1.  | 18. Februar 2001 | Sapporo     | Halfpipe  |
| 2.  | 1. März 2001     | Park City   | Halfpipe  |
| 3.  | 13. Januar 2002  | Alpe d’Huez | Halfpipe  |

### Weltcup-Gesamtplatzierungen
| Saison  | Gesamt | Gesamt | Halfpipe | Halfpipe |
| Saison  | Punkte | Platz  | Punkte   | Platz    |
| ------- | ------ | ------ | -------- | -------- |
| 2000/01 | 290    | 31     | 2609     | 4.       |
| 2001/02 | –      | –      | 2200     | 4.       |